# Francisco Javier Elzo
Francisco Javier Elzo Imaz (Guipúzcoa, 3 de febrero de 1942) es un investigador social y catedrático emérito de Sociología de la Universidad de Deusto 
Está casado y tiene dos hijos.

## Biografía
Es licenciado en sociología por la Universidad de Lovaina y doctor en Sociología por la Universidad de Deusto. Además cursó estudios de Licenciatura en Ciencias Morales y Religiosas en la Universidad de Lovaina.
Su carrera la ha realizado fundamentalmente en la Universidad de Deusto, ejerciendo como Profesor entre los años 1976 y 1991 para, desde ese año, ejercer como catedrático de Sociología en la Facultad de Ciencias Políticas y Sociología. 
Es miembro de las siguientes organizaciones: 
- Eusko Ikaskuntza
- Proyecto Hombre en Guipúzcoa
- Real Sociedad Bascongada de Amigos del País.

Fue Director del Equipo de Estudio de los Valores de la Universidad de Deusto y presidente del Forum Deusto de la universidad del mismo nombre durante 11 años. También fue el primer investigador para España del European Values Study (2000-2008).
Francisco Javier Elzo no sólo ha destacado por su docencia sino por sus numerosas publicaciones, muchas de las cuales se han centrado en el comportamiento y los valores de la Juventud, la sociología de la familia, el acoso escolar, el problema de las drogodependencias y también la sociología de la violencia juvenil.
Por sus publicaciones sobre la juventud vasca próxima a ETA tuvo que vivir con protección durante más de diez años de los que cerca de cinco con un escolta permanente. 

## Publicaciones

### Libros
- Jóvenes españoles 2005. Javier Elzo Imaz (aut.), Pedro González Blasco (dir.) Grupo Editorial S.M., 2006. ISBN 84-675-0825-6

- Más allá del botellón: análisis socioantropológico del consumo de alcohol en los adolescentes y jóvenes. Javier Elzo Imaz, María Teresa Laespada Martínez, Joan Pallarés. Comunidad de Madrid, 2003. ISBN 84-451-2516-8

- El silencio de los adolescentes: lo que no cuentan a sus padres. Javier Elzo Imaz. Temas de hoy, 2000. ISBN 84-8460-068-8

- Los jóvenes y su relación con las drogas: apuntes sociológicos para comprender y trabajar las diferentes formas de consumo de drogas en los jóvenes de Euskadi. Javier Elzo Imaz, Vitoria-Gasteiz : Servicio Central de Publicaciones. Gobierno Vasco=Argitalpen Zerbitzu Nagusia.Eusko Jaurlaritza, 1989. ISBN 84-7542-655-7

### Obras Colectivas. Coordinador
- Drogas y escuela VI : Donostia-San Sebastián, febrero, 2002. Coord. por Javier Elzo Imaz. Universidad del País Vasco, Escuela Universitaria de Trabajo Social de San Sebastián, 2003. ISBN 84-607-6824-4

- Los valores de los vascos y navarros ante el nuevo milenio : tercera aplicación de la encuesta europea de valores (1990, 1995, 1999). Coord. por Javier Elzo Imaz. Universidad de Deusto ; Deustuko Unibertsitatea, 2002. ISBN 84-7485-840-2

- Jóvenes españoles 99. Coord. por Javier Elzo Imaz. Fundación Santa María, 1999. ISBN 84-348-6831-8

- Los valores en la sociedad vasca : su evolución en los años 1990-1995. Coord. por Javier Elzo Imaz. Gobierno Vasco, Servicio Central de Publicaciones, 1996. ISBN 84-457-1094-X

- Jóvenes españoles 94. Coord. Por Javier Elzo Imaz. Fundación Santa María, 1994. ISBN 84-348-4432-X

### Obras Colectivas. Colaborador
- Valores e identidades en los jóvenes, Javier Elzo Imaz. Jóvenes españoles 2005 / Javier Elzo Imaz (aut.), Pedro González Blasco (dir.), 2006, ISBN 84-675-0825-6, pags. 13-110

- La educación familiar en un mundo en cambio Javier Elzo Imaz. Educación y familia: la educación familiar en un mundo en cambio / coord. por María Isabel Álvarez Vélez, Ana Berástegui Pedro-Viejo, 2006, ISBN 84-8468-202-1, pags. 1-21

- La religión de los jóvenes en España. Javier Elzo Imaz. La modernidad religiosa : Europa latina y América Latina en perspectiva comparada / coord. por Jean-Pierre Bastian, 2004, ISBN 968-16-7302-6, pags. 234-257

- La socialización religiosa de los jóvenes españoles. Javier Elzo Imaz. Tendencias en identidades, valores y creencias / coord. por José Félix Tezanos Tortajada, 2004, ISBN 84-86497-62-0, pags. 353-380

- El papel de la escuela como agente de socialización. Javier Elzo Imaz. Contextos educativos y acción tutorial, 2004, ISBN 84-369-3856-9, pags. 129-152

- Los valores de la sociedad ante las drogas: dos investigaciones recientes. Javier Elzo Imaz. Drogas, sociedad y ley : avances en drogodependencias / coord. por Helge Kahler, Juan Antonio Abeijón Merchán, 2003, ISBN 84-7485-895-X, pags. 43-76

- La violencia de los escolares. Javier Elzo Imaz. Drogas y escuela VI : San Sebastián, febrero, 2002 / coord. por Javier Elzo Imaz, 2003, ISBN 84-607-6824-4, pags. 273-312

- Familia y religión: ¿libertad religiosa o confrontación?. Javier Elzo Imaz. Familia e interculturalidad / coord. por Dionisio Borobio, 2003, ISBN 84-7299-546-1, pags. 401-432

- Una tipología de los escolares donostiarras. Javier Elzo Imaz. Drogas y escuela VI : San Sebastián, febrero, 2002 / coord. por Javier Elzo Imaz, 2003, ISBN 84-607-6824-4, pags. 313-342

- Los valores como agentes de socialización: aplicación al caso español. Javier Elzo Imaz. Humanismo y valores / coord. por Manuel Cuenca Cabeza, María Luisa Amigo Fernández de Arroyabe, 2003, ISBN 84-7485-914-X, pags. 547-554

- Para una sociología del estudio de los valores. Javier Elzo Imaz. La sociedad, teoría e investigación empírica : estudios en homenaje a José Jiménez Blanco / coord. por Julio Iglesias de Ussel, 2002, ISBN 84-7476-331-2, pags. 819-840

- Una tipología de los vascos y navarros según sus sistemas de valores, confianza y tolerancia vecinal. Javier Elzo Imaz. Los valores de los vascos y navarros ante el nuevo milenio : tercera aplicación de la encuesta europea de valores (1990, 1995, 1999) / coord. por Javier Elzo Imaz, 2002, ISBN 84-7485-840-2, pags. 331-382

- Drogas y violencia juvenil. Javier Elzo Imaz. Drogas y drogadicción : un enfoque social / coord. por Santiago Yubero Jiménez, 2001, ISBN 84-8427-142-0, pags. 75-90

- La transmisión de valores comunes. Xabier Etxeberria Mauleon, Javier Elzo Imaz. La Universidad Vasca como actor en el marco de la cooperación transfronteriza Euskadi-Navarra-Aquitania / coord. por Beatriz Pérez de las Heras, 2001, ISBN 84-7485-752-X, pags. 199-218

- Reflexiones finales. Javier Elzo Imaz. Jóvenes españoles 99 / coord. por Javier Elzo Imaz, 1999, ISBN 84-348-6831-8, pags. 401-434

- Los jóvenes y la religión. Javier Elzo Imaz, Juan María González-Anleo Sánchez. Jóvenes españoles 99 / coord. por Javier Elzo Imaz, 1999, ISBN 84-348-6831-8, pags. 263-354

- Ensayo de una tipología de los jóvenes españoles basado en sus sistemas de valores. Javier Elzo Imaz. Jóvenes españoles 99 / coord. por Javier Elzo Imaz, 1999, ISBN 84-348-6831-8, pags. 13-52

- Metodología. Nieves García del Moral, Javier Elzo Imaz, Maritxu Zulueta. Los valores en la sociedad vasca : su evolución en los años 1990-1995 / coord. por Javier Elzo Imaz, 1996, ISBN 84-457-1094-X, pags. 283-292

- Las dimensiones de lo religioso. Javier Elzo Imaz. Los valores en la sociedad vasca : su evolución en los años 1990-1995 / coord. por Javier Elzo Imaz, 1996, ISBN 84-457-1094-X, pags. 91-130

- Valores y actitudes en la sociedad vasca: ¿hacia qué tipos de socialización nos dirigimos?. Javier Elzo Imaz. Estudios vascos en el sistema educativo = Euskal ikaskuntzak hezkuntza sarean, 1995, ISBN 84-87471-77-3, pags. 39-54

- Nacionalismo, nacionalidad y religión en Euskal herria. Javier Elzo Imaz. Tendencias mundiales de cambio en los valores sociales y políticos / coord. por Juan Díez Nicolás, Ronald Inglehart, 1994, ISBN 84-8112-022-7, pags. 529-550

- La diversidad nómica de los vascos. Javier Elzo Imaz. Valores y estilos de vida de nuestras sociedades en transformación : II Jornadas de Sociología, abril de 1993, Facultad de CC. PP. y Sociología / coord. por Andoni Kaiero Uria, 1994, ISBN 84-7485-338-9, pags. 87-94

- Ensayo tipológico de la juventud española. Javier Elzo Imaz. Jóvenes españoles 94 / coord. por Javier Elzo Imaz, 1994, ISBN 84-348-4432-X, pags. 220-228

- La religiosidad de los jóvenes españoles. Javier Elzo Imaz. Jóvenes españoles 94 / coord. por Javier Elzo Imaz, 1994, ISBN 84-348-4432-X, pags. 143-184

- Visión de la política social desde Euskadi. Javier Elzo Imaz. I Encuentro Internacional sobre Política Social, 1991, ISBN 84-7542-942-4, pags. 45-60